# Yume ga saku haru/You and Music and Dream
Yume ga saku haru/You and Music and Dream (jap. 夢が咲く春/You and Music and Dream) – dwudziesty ósmy singel japońskiej piosenkarki Mai Kuraki, wydany 19 marca 2008 roku. Utwór Yume ga saku haru został wykorzystany jako piosenka przewodnia serialu THE 4400 SEASON1 Michi kara no seikansha (jap. THE 4400 SEASON1 未知からの生還者), a utwór You and Music and Dream w serii Chikyū sōsei misuterī mazā puranetto kiseki no shima Garapagosu “inochi” no isan (jap. 地球創世ミステリー マザー・プラネット奇跡の島・ガラパゴス“命”の遺産) stacji TBS. Singel osiągnął 5 pozycję w rankingu Oricon i pozostał na liście przez 7 tygodni, sprzedał się w nakładzie 28 881 egzemplarzy.

## Lista utworów
| Nr | Tytuł                                                               | Słowa      | Kompozycja       | Aranżacja        | Czas |
| -- | ------------------------------------------------------------------- | ---------- | ---------------- | ---------------- | ---- |
| 1. | "Yume ga saku haru" (jap. 夢が咲く春)                               | Mai Kuraki | Akihito Tokunaga | Akihito Tokunaga | 3:54 |
| 2. | "You and Music and Dream"                                           | Mai Kuraki | Aika Ōno         | Cybersound       | 4:03 |
| 3. | "You and Music and Dream -another ver-" (edycja limitowana)         | Mai Kuraki | Akihito Tokunaga | Akihito Tokunaga | 2:49 |
| 4. | "Yume ga saku haru -instrumental-" (jap. 夢が咲く春 -instrumental-) |            | Akihito Tokunaga | Akihito Tokunaga | 3:54 |
| 5. | "You and Music and Dream -instrumental-"                            |            | Aika Ōno         | Cybersound       | 4:03 |

## Notowania
| Lista                       | Pozycja |
| --------------------------- | ------- |
| Oricon Daily Singles Chart  | 2       |
| Oricon Weekly Singles Chart | 5       |